# 貝爾格氏麗魚
貝爾格氏麗魚（学名：Greenwoodochromis bellcrossi）為輻鰭魚綱鱸形目隆頭魚亞目慈鯛科的其中一種，分布於非洲坦干伊喀湖南部流域，為特有種，體長可達18.5公分，棲息在水深的開放水域，生活習性不明，可作為觀賞魚。

## 擴展閱讀
維基物種上的相關：貝爾格氏麗魚